# バレーボールアルジェリア男子代表
バレーボールアルジェリア男子代表（バレーボールアルジェリア だんしだいひょう）は、バレーボールの国際大会で編成されるアルジェリアの男子バレーボールナショナルチームである。

## 歴史
1964年に国際バレーボール連盟へ加盟。

## 過去の成績

### オリンピックの成績
1964年から1988年まで出場なし
- 1992年 - 12位
- 1996年 - 不出場
- 2000年 - 不出場
- 2004年 - 最終予選敗退
- 2008年 - 最終予選敗退
- 2012年 - 最終予選敗退
- 2016年 -

### 世界選手権の成績
1949年から1990年まで出場なし
- 1994年 - 13位
- 1998年 - 22位
- 2002年 - アフリカ予選敗退
- 2006年 - アフリカ予選敗退
- 2010年 - アフリカ予選敗退

### アフリカ選手権の成績
| - 1967年 - 準優勝 - 1983年 - 3位 - 1987年 - 3位 - 1989年 - 準優勝 - 1991年 - 優勝 - 1993年 - 優勝 | - 1995年 - 3位 - 1997年 - 3位 - 1999年 - 3位 - 2003年 - 4位 - 2009年 - 準優勝 - 2011年 - |  |